# Belial na cultura popular
O demônio Belial, ou personagens nomeados em sua homenagem, apareceram em muitos exemplos da cultura moderna. Isso é diferente da cultura medieval e de Milton, onde Belial era relacionado ao personagem em fontes judaicas.

## Literatura
- Em Paraíso Perdido de John Milton, Belial é um dos demônios mais elevados expulso do céu junto com Satanás - embora o uso de Belial por Milton seja alegórico.
- Em The Divine Invasion, de Philip K. Dick, Belial é o adversário, cuja influência em torno da Terra ofusca a realidade e interfere nos poderes de Yah.

## Música
- A banda de deathcore Infant Annihilator faz referência a Belial na 15ª faixa de seu álbum de estreia, The Palpable Leprosy Of Pollution, An Exhalation of Disease.[2]
- A banda sueca de metal Ghost (conhecida como Ghost BC nos Estados Unidos) no single principal de seu álbum Infestissumam de 2013, intitulado "Year Zero", refere-se a Belial em uma letra repetida que também inclui nomes de outros demônios, como Behemoth, Belzebu, Asmodeus, Satanas e Lúcifer.

## Televisão
- Belial foi citado em um episódio de Barney Miller, de sua oitava temporada ("Possession"). Um homem que nas temporadas anteriores alegou ser um lobisomem, voltou para a delegacia agora acreditando ter sido possuído por um demônio, que o fez destruir um presépio em uma loja de departamentos.
- No programa dinamarquês, "Juleønsket" ("O desejo de natal") Belial é o principal antagonista, embora sua história original seja diferente, pois ele é apresentado como um anjo que foi banido quando matou um arcanjo rival.

## Filmes
- O clássico filme Nosferatu de 1922 diz que o vampiro titular se originou da "semente de Belial", sugerindo a mão de Belial na criação de vampiros.
- Belial possuía o personagem titular em O Exorcismo de Emily Rose.

## Jogos
- O RPG In Nomine, baseado em anjos e anjos caídos, tem Belial como o príncipe do Fogo Demônio do Inferno e o inimigo de Gabriel, o Arcanjo do Fogo.
- No videogame Devil May Cry 4, um dos primeiros chefes é "Berial", um demônio semelhante a um centauro e o Conquistador do Inferno de Fogo.

## Histórias em quadrinhos
- No Universo DC, Belial é o pai do Lorde Bode expiatório, Etrigan, o Demônio e Merlin, e às vezes um membro do antigo triunvirato governante do Inferno (mais frequentemente consistindo em Lúcifer, Azazel e Belzebu). Ele também desempenha um papel na minissérie Reign in Hell como lacaio de Neron, outro governante do Inferno. O vilão Sabbac, que obtém seus poderes de seis demônios, também obtém sabedoria de Belial.
- Belial (soletrado B'Liale) é um grande vilão da série de quadrinhos Avengelyne.

## Desenhos animados / anime
- Belial é o nome do demônio que aparece na frente de Ataru no 17º episódio de Urusei Yatsura.
- O maligno Digimon BelialVamdemon serve como o antagonista final para a temporada em que ele aparece, 'Digimon Adventure 02'. Seu nome em inglês é Malo Myotismon. Ele é a forma mais letal do Digimon Myotismon, combinando todo o poder do Venom Myotismon com toda a inteligência do Myotismon.

## Mangá
- Belial é o nome de um dos 'Sete Satans', um nível de hierarquia da camada mais baixa do Inferno, no mangá shōjo da série Angel Sanctuary de Kaori Yuki.
- Na série de mangá Vassalord, foi revelado que Barry, um incubus com habilidades de mudança de forma, é o demônio Belial.